# Aki Karvonen
Aki Tapani Karvonen, född den 31 augusti 1957 i Valtimo, är en finländsk före detta längdåkare som tävlade under 1980-talet.
Karvonen vann totalt tre medaljer vid OS 1984 i Sarajevo. Bäst gick det på 15 kilometer där han slutade tvåa slagen endast av Gunde Svan. 
Karvonen har även tre medaljer från VM däribland två medaljer i stafett. Individuellt är Karvonens bästa placering silvret på 30 kilometer vid VM i Oberstdorf 1987. Denna gång slagen av Thomas Wassberg.
Karvonen har efter sin aktiva karriär erkänt användande av bloddopning.